# Ельжбецин (Більський повіт)
Ельжбецин (пол. Elżbiecin) — село в Польщі, у гміні Кодень Більського повіту Люблінського воєводства. Населення — 125 осіб (2011).

## Історія
За даними етнографічної експедиції 1869—1870 років під керівництвом Павла Чубинського, у селі проживали лише греко-католики, які розмовляли українською мовою.
У 1975—1998 роках село належало до Білопідляського воєводства.

## Демографія
Демографічна структура станом на 31 березня 2011 року:
|          | Загалом | Допрацездатний вік | Працездатний вік | Постпрацездатний вік |
| -------- | ------- | ------------------ | ---------------- | -------------------- |
| Чоловіки | 55      | 12                 | 39               | 4                    |
| Жінки    | 70      | 20                 | 41               | 9                    |
| Разом    | 125     | 32                 | 80               | 13                   |